# Bộ Tiểu (小)
Bộ Tiểu (小) nghĩa là "nhỏ, bé" là một trong 31 bộ thủ được cấu tạo từ 3 nét trong số 214 Bộ thủ Khang Hi. Trong Khang Hi tự điển, có 41 ký tự (trong tổng số 49.030) được tìm thấy dưới bộ thủ này.

## Chữ thuộc bộ Tiểu (小)

Giáp cốt văn
Kim văn
Đại triện
Tiểu triện

| Số nét | Chữ         |
| ------ | ----------- |
| 3 nét  | 小          |
| 4 nét  | 尐 少       |
| 5 nét  | 尒 尓 尔 尕 |
| 6 nét  | 尖 尗 尘 当 |
| 7 nét  | 尙 尚       |
| 8 nét  | 尛 尜 尝    |
| 12 nét | 尞          |
| 13 nét | 尟 尠       |
| 14 nét | 尡          |